# Raúl Silva Henríquez
Raúl Silva Henríquez (Talca, 27 settembre 1907 – Santiago del Cile, 9 aprile 1999) è stato un cardinale e arcivescovo cattolico cileno.

## Biografia
Nacque a Talca il 27 settembre 1907. I suoi genitori furono Ricardo Silva Silva e Mercedes Henríquez Encina. Frequenta il prestigioso Liceo Alemán di Santiago del Cile, e da qui entra alla Scuola di Diritto della Pontificia Universidad Católica de Chile, dove ottenne la laurea in legge in 1929. Entrò nella congregazione dei Salesiani e proseguì gli studi di Teologia a Torino. Venne ordinato presbitero il 4 luglio 1938.
Eletto vescovo di Valparaíso il 24 ottobre 1959, ricevette l'ordinazione episcopale il 29 novembre dello stesso anno dall'arcivescovo Opilio Rossi, nunzio apostolico in Cile. Il 25 aprile 1961 fu promosso arcivescovo di Santiago del Cile; entrò solennemente nell'arcidiocesi il successivo 24 giugno. Papa Giovanni XXIII lo elevò al rango di cardinale nel concistoro del 19 marzo 1962. Gli venne assegnato il titolo cardinalizio di San Bernardo alle Terme. Tra il 1962 ed il 1965 partecipò al Concilio Vaticano II e nel 1963 al conclave.
Dopo l'incontro tenutosi l'11 aprile 1969 nel convento del Divino Maestro ad Ariccia, fu protagonista di una serie di strette di mano pubbliche fra alti prelati e capi della Massoneria.
Durante il suo episcopato fu instancabile difensore dei diritti umani violati sistematicamente nel suo paese dopo il 1973. Partecipando all'insediamento presidenziale di Salvador Allende dimostrò il proprio favore nei suoi confronti. Durante il tradizionale Te Deum, cui parteciparono Allende e i rappresentanti della Chiesa protestante, si richiamò all'urgente obiettivo della liberazione, che il governo dimostrava di appoggiare.
Sotto la sua ispirazione e direzione è nata, agli inizi del 1976, la Vicaria de la Solidaridad, un rifugio per le vittime delle infrazioni dei diritti umani, a cui vengono assicurati patrocinio legale e assistenza medica. Ritirato il 3 maggio 1983 per il raggiungimento del 75º anno di età al settembre precedente, morì il 9 aprile 1999 all'età di 91 anni e venne sepolto nella cattedrale di San Giacomo.

## Genealogia episcopale e successione apostolica
La genealogia episcopale è:
- Cardinale Scipione Rebiba
- Cardinale Giulio Antonio Santori
- Cardinale Girolamo Bernerio, O.P.
- Arcivescovo Galeazzo Sanvitale
- Cardinale Ludovico Ludovisi
- Cardinale Luigi Caetani
- Cardinale Ulderico Carpegna
- Cardinale Paluzzo Paluzzi Altieri degli Albertoni
- Papa Benedetto XIII
- Papa Benedetto XIV
- Papa Clemente XIII
- Cardinale Marcantonio Colonna
- Cardinale Giacinto Sigismondo Gerdil, B.
- Cardinale Giulio Maria della Somaglia
- Cardinale Carlo Odescalchi, S.I.
- Cardinale Costantino Patrizi Naro
- Cardinale Lucido Maria Parocchi
- Papa Pio X
- Cardinale Gaetano De Lai
- Cardinale Raffaele Carlo Rossi, O.C.D.
- Cardinale Amleto Giovanni Cicognani
- Cardinale Aloysius Joseph Muench
- Cardinale Opilio Rossi
- Cardinale Raúl Silva Henríquez, S.D.B.

La successione apostolica è:
- Vescovo Enrique Alvear Urrutia (1963)
- Vescovo Raul Silva Silva (1963)
- Vescovo Gabriel Larraín Valdivieso (1966)
- Vescovo Ramón Salas Valdés, S.I. (1967)
- Vescovo Fernando Ariztía Ruiz (1967)
- Vescovo Fernando José Ismael Errázuriz Gandarillas (1969)
- Vescovo Sergio Valech Aldunate (1973)
- Vescovo Tomás Osvaldo González Morales, S.D.B. (1974)
- Arcivescovo Francisco José Cox Huneeus (1975)
- Vescovo Manuel Camilo Vial Risopatrón, P. Schönstatt (1980)
- Vescovo Alberto Jara Franzoy (1982)